# Patean (Batuan)
Patean is een bestuurslaag in het regentschap Sumenep van de provincie Oost-Java, Indonesië. Patean telt 855 inwoners (volkstelling 2010).